# Xie Na
Xie Na (chino simplificado: 谢 娜, pinyin: Xie Na; Deyang, 6 de mayo de 1981), también conocida como Nana, es una cantante, actriz y presentadora de televisión china, nacida el 6 de mayo de 1980 en Deyang, Sichuan, se hizo famosa como presentadora de televisión, en un programa de variedades llamado "Happy Camp".

## Biografía
Se graduó de la Universidad de Sichuan (Chino: 四川 师范大学).
El 26 de septiembre del 2011 se casó con el cantante Zhang Jie, a la ceremonia asistieron sus amigos Nicky Wu, Xiaoshenyang, Bowie Tsang, entre otros. En febrero del 2018 la pareja le dio la bienvenida a sus dos gemelas. El 31 de diciembre de 2020, la pareja anunció que estaban esperando a su tercer bebé juntos.

## Carrera
Antes de convertirse en presentadora de televisión, Xie Na inició su carrera como actriz. Ella ha participado como actriz en muchas películas, series de televisión y también producciones teatrales. 
En 2006, también publicó su autobiografía titulada "Na Shi Yi Zhen Feng" (China: 娜 是 一阵 疯). En 2008, su segundo libro "Na Xie Nian Hua" (Chino: 娜 写 年华), también fue uno de los más vendidos al mercado chino.
Se hizo famosa como presentadora de televisión, en un programa de variedades llamado "Happy Camp", transmitido por la red televisaiva de "Hunan TV", vía satélite junto a otros anfitriones como Jiong, Li Weijia, Du Haitao y Wu Xin. 
En 2008, en la cúspide de su carrera de Xie Na, ella se trasladó a Pekín para buscar fortuna para sí misma. Diez años más adelante, ella ya se encontraba en la cima de su carrera. Además, Xie Na, firmó un contrato con el sello "Huayi Brothers Musical Record Company" en 2006. A finales de 2006, ella lanzó su álbum debut titulado 'Bo Bo Luo Luo Mi' (chino: 菠萝 菠萝蜜).

## Filmografía

### Películas
| Año  | Título                                 | título en chino             | Personaje                                  | Costar                                                     |
| ---- | -------------------------------------- | --------------------------- | ------------------------------------------ | ---------------------------------------------------------- |
| 1996 | Young Liu Bocheng                      | 青年刘伯承                  | The daughter of Liu Bocheng （刘伯承之女） | Sun Song (孙松), Wang Zhigang (王志刚）                    |
| 2007 | Two Stupid Eggs                        | 大电影2.0之两个傻瓜的荒唐事 | Mei Feng (美凤)                            | Guo Tao (郭涛), Yao Chen (姚晨)                            |
| 2007 | Si Da Jin Chai                         | 四大金钗                    | Daughter of Beggar （丐帮之女）            | Wu Zongxian (吴宗宪), Annie Wu(吴辰君)                     |
| 2008 | Na Na De Mei Gui Zhan Zheng            | 娜娜的玫瑰战争              | Ding Na (丁娜)                             | Li Chengxuan (李承铉)                                      |
| 2009 | Tracing Shadow                         | 追影                        | Tang Wei (唐薇)                            | Pace Wu (吴佩慈), Fang Zuming (房祖名), Wu Zhenyu (吴镇宇) |
| 2009 | Mars Baby                              | 火星宝贝之火星没事          | Tina                                       | Huang Lei (黄磊), Wong Jing (王晶), Tong Dawei (佟大为)    |
| 2009 | Love Tactics                           | 爱情36计                    | A Touch Of Zen(侠女)                       | Daniel Chan (陈晓东), Liu Ye (刘烨)                        |
| 2009 | Beauty on Duty                         | 美丽密令                    | Lu Wu Yi Shan（陆伍易珊）                  | Lu Yi ( 陆毅), Sandra Ng(吴君如)                           |
| 2010 | The Swordman Dream                     | 嘻游记                      | Zhu Ba Jie（朱八姐）                       | He Jiong (何炅), Wang Zi (王子)                            |
| 2010 | Super Player                           | 大玩家                      | the eighth fairy (八仙女)                  | Sun Xing (孙兴), Jiao Enjun (焦恩俊), Huo Siyan (霍思燕)   |
| 2012 | Marry a Perfect Man                    | 嫁个100分男人               |                                            |                                                            |
| 2012 | For No Reason                          |                             |                                            |                                                            |
| 2013 | Bring Happiness Home                   | 快乐大本营之快乐到家        |                                            |                                                            |
| 2013 | Princess and the Seven Kung Fu Masters | 笑功震武林                  | Mai Danghong (麦当红)                      | Ronald Cheng (郑中基), Sandra Ng (吴君如)                  |
| 2013 | Running All the Way                    | 一路狂奔                    |                                            |                                                            |
| 2013 | My Boyfriends                          | 我的男男男男朋友            |                                            |                                                            |

### TV Series
| Año  | Título                            | Título en chino | Personaje                     | Costar                                           |
| ---- | --------------------------------- | --------------- | ----------------------------- | ------------------------------------------------ |
| 1999 | "Young Hero Fang Shiyu"           | 少年英雄方世玉  | Xiao Li (小丽)                | Zhang Weijian (张卫健), Louis Fan (樊少皇）      |
| 2000 | "Street of Happiness "            | 幸福街          | A Lanc(阿兰)                  | Liu Ye (刘烨), Zhang Wen (张文)                  |
| 2000 | "Qi Wu Shi"                       | 棋武士          | Han Xiang（含香）             | Zhang Weijian (张卫健), He Meidian (何美钿)      |
| 2003 | A Pair of Embroidery Shoes ")     | 一双绣花鞋      | Tan Xin (谭辛)                | Sun Li (孙俪), Qian Yongfu (钱勇夫)              |
| 2003 | "The Feeling of Summer"           | 夏天的味道      | Fang Ping (方平)              | Liu Ye (刘烨), Tong Dawei (佟大为), Yu Na (于娜) |
| 2004 | “Wei Qing 24 Xiao Shi”            | 危情24小时      | Chi Jin (迟瑾)                | Ren Quan任泉), Liu Wei (刘威), Bao Lei (鲍蕾)    |
| 2005 | “Ji Su De Liang Man Qing Chun”    | 极度的浪漫青春  | Li Shuangshuang (李爽爽)      | Zhang Liang (张亮), Li Jialin (李佳璘)           |
| 2005 | “Di Ren Jie Xi Yuan Lu ”          | 狄仁杰洗冤录    | Lian Zi（莲子）               | Ou Yangzhenhua ( 欧阳震华)                       |
| 2006 | “Xi Qi Yang Yang Zhu Ba Jie”      | 喜气洋洋猪八戒  | Tie Qin Princess（铁琴公主）  | Gao Xin(高鑫), Huang Haibing(黄海冰)             |
| 2008 | “Zhuang Shi Chu Zheng ”           | 壮士出征        | Yang Paifeng(杨排风)          | Sun Xing (孙兴), Wang Gang (王刚)                |
| 2008 | “The Legend of the Condor Heroes” | 射雕英雄传      | Hua Zhen Princess（华筝公主） | Hu Ge (胡歌), Lin Yichen (林依晨)                |
| 2009 | “Beauty Is Not Bad ”              | 美女不坏        | Jian Ai (简爱)                | Guo Pinchao (郭品超), Evonne Hsu (许慧欣)        |

### Apariciones en programas de televisión
| Año             | Programa                         | Notas                  |
| --------------- | -------------------------------- | ---------------------- |
| 2020 - presente | Friends, Please Listen Well      | miembro                |
| 2018 - presente | Viva La Romance (妻子的浪漫旅行) | miembro                |
| 2002-presente   | Happy Camp                       | miembro y presentadora |
| 2016            | Ace vs Ace                       | miembro                |
| 2016            | Go, Fighting!                    | (ep. #2.10) - invitada |
| 2015            | Hurry Up, Brother                | (ep. #3.04)            |
| 2015            | Run for Time S1                  |                        |

### Eventos
| Año  | Programa                                    | Notas          |
| ---- | ------------------------------------------- | -------------- |
| 2019 | Hunan TV Suning Double 11 Carnival Festival | copresentadora |

### Revistas
| Año  | Título           | Notas                  |
| ---- | ---------------- | ---------------------- |
| 2020 | Rayli Magzine    | (publicación de abril) |
| 2019 | InStyle Magazine |                        |

## Discografía
- Album "Bo Luo Bo Luo Mi"(Chinese:菠萝菠萝蜜)(2006)
- Single “NANA Zhu Yi” (Chinese:NANA 主义)(2008)
- Album “Yue Wan Yue feng” (Chinese:乐玩乐疯)(2010)
- Album “Blue Chocolate ” (Chinese:蓝色巧克力)(2011)
- Album “You’ll See the Happiness” (Chinese: 快乐你懂的)(2010)(PS: This album is released in the name of Happy Family)

## Premios y nominaciones
| Año  | Trabajo                                     | Categoría                             | Premio       |
| ---- | ------------------------------------------- | ------------------------------------- | ------------ |
| 1998 | the Fifth Push the New National Competition | in the Movie and TV performance group | Gold Award   |
| 2006 | the Dance Battle(season 1 chapter 2)        |                                       | Gold Award   |
| 2007 | “Entertainment award ceremony”              | the best actress of stage play        | Ganador      |
| 2007 | “celebrity dancing show”                    |                                       | Bronze Award |
| 2008 | “The Sprite Music Awards Ceremony”          | Best new female prospect award        | Ganador      |

## Libros
- Na Shi Yi Zhen Feng (Chinese:娜是一阵疯) (2006)
- Na Xie Nian Hua (Chinese:娜写年华) (2008)